# Werner Schroer
Werner Schroer, nemški častnik, vojaški pilot in letalski as, * 12. december 1918, Mülheim, †10. februar 1985, München.
Letalsko kariero pri Luftwaffe je začel leta 1937 kot pripadnik oskrbovalnih enot. Maja 1940 je končal usposabljanje za vojaškega pilota in se 27. avgusta 1940 pridružil 2./JG 27 na Rokavskem prelivu. Ob začetku bitke za Britanijo je prvič sodeloval na bojni nalogi, vendar ni dosegel nobene zračne zmage. Marca 1941 je bil premeščen k I./JG 27, s katerim je v Severni Afriki nudil zračno podporo Afriškemu korpusu pod poveljstvom Erwina Rommla. Svojo prvo zmago je Schroer zabeležil 19. aprila 1941, ko je sestrelil britanskega lovca Hawker Hurricane. V tem spopadu pa je bil zadet tudi sam, tako da je s svojim Messerschmitt Bf 109 E (W. Nr. 3790) moral zasilno pristati v bližini svoje baze. V njegovem letalu so našteli kar 48 lukenj. 21. aprila je z nadomestnim letalom (W. Nr. 4170) trčil v drugo nemško letalo in bil spet prisiljen zasilno pristati, pri čemer se je lažje poškodoval.
Do konca 1941 je dosegel 7 zračnih zmag, marca 1942 pa je bil imenovan za adjutanta I./JG 27. Že 22. junija 1942 je postal poveljnik 8./JG 27. V tej vlogi je julija zabeležil 16 zmag, 9. septembra pa je bil odlikovan z nemškim križem v zlatu. V istem mesecu je sestrelil 13 sovražnih letal, od katerih jih je kar šest sestrelil 15. septembra. Oktobra je nadaljeval s svojimi uspehi in na repni stabilizator svojega Messerschmitta zarisal še 15 novih zmag. za 49. zmag je bil 21. oktobra odlikovan z viteškim križem. 
22. aprila 1943 je na položaju poveljnika II./JG 27 zamenjal dotedanjega poveljnika Gustava Rödla, ki je postal komodor JG 27. Na nalogah nad Sicilijo in južno Italijo je Schroer med 29. aprilom in 23. julijem 1943 sestrelil 22 zavezniških letal, od katerih jih je bilo kar 12 težkih štirimotornih bombnikov. 2. avgusta je ob 84 zmagah postal 268. prejemnik hrastovih listov k viteškemu križu. 
Avgusta 1943 se je II./JG 27 preselil v Wiesbaden-Erbenheim v Nemčijo, kjer je sodeloval pri obrambi domovine. 6. septembra 1943 je Schroer vodil napad svoje enote na prestrezniški nalogi. Proti njim se je namreč bližalo kar 262 bombnikov Boeing B-17 Flying Fortress s spremljevalnimi lovci. Skupno so ta dan američani izgubili 45 bombnikov, od katerih jih je Schroerjeva skupina sestrelila štiri, kar tri pa Schroer osebno.
3.marca 1944 je major Schroer zabeležil svojo 99. zmago in bil imenovan za poveljnika skupine (Gruppenkommandeur) III./JG 54, kjer je zamenjal majorja Rudolfa Sinnerja, ki je bil težko ranjen 6. marca ob napadu na skupino težkih bombnikov. III./JG 54 je imel sedež v Lünebergu, opremljen pa je bil z letali Messerschmitt Bf 109 G-6. 
24. maja je Schroer kot stoto sovražno letalo sestrelil ameriškega lovca North American P-51 Mustang, v istem dnevu pa še dva Republic P-47 Thunderbolta. 
21. julija 1944 je Schroerja na položaju poveljnika III./JG 54 zamenjal stotnik Robert “Bazi” Weiss, Schroer pa je bil premeščen v šolo za lovske pilote, kjer je prevzel naloge inštruktorja. 4. avgusta je bil zaradi okvare motorja prisiljen zasilno pristati, vendar ni utrpel poškodb. 
Na fronto se je vrnil šele 14. februarja 1945, ko je bil imenovan za komodorja JG 3, ki je branil Nemčijo pred sovjetskimi letali. Kmalu je nanizal novih 12 zračnih zmag in bil 19. april 1945 kot 144. odlikovan z meči k viteškemu križcu.
Werner Schroer je na 197 bojnih nalogah skupaj dosegel 114 zračnih zmag, 102 na zahodni (od katerih je bilo 62 zmag na severnoafriškem bojišču) in 12 na vzhodni fronti. Med temi zmagami je bilo 26 štirimotornih težkih bombnikov. 

## Odlikovanja
- Ranjenski znak v črni barvi
- Letalska frontna značka (Frontflugspange)
- Ehrenpokal der Luftwaffe
- Nemški križ v zlatu (9. september 1942)
- Železni križec 2. in 1. stopnje
- Viteški križ železnega križca (Ritterkreuz) (21. oktober 1942)
- Hrastovi listi k viteškemu križcu (Eichenlaub) (2. avgust 1943)
- Meči k viteškemu križcu (19. april 1945)